# Saishū heiki kanojo
Saishū heiki kanojo (jap. 最終兵器彼女; czasami skracane do Saikano) – manga i serial anime, którego autorem jest Shin Takahashi. Serial składa się z 13 odcinków oraz dwóch dodatkowych (OAV), uzupełniających historię o dodatkowy wątek. Manga (zakończona) składa się za to z siedmiu tomów. Na podstawie serialu animowanego został nakręcony film z gatunku romantycznego science fiction o tym samym tytule, można go jednak obejrzeć tylko w Japonii.
Saikano opowiada o historii w czasie bliżej nieokreślonego globalnego konfliktu zbrojnego, skupia się jednakże na dwójce młodych ludzi – Shuuji i Chise, młodej parze zakochanych w sobie licealistów. Jednak krótko po "zawarciu związku" Chise staje się humanoidalną maszyną bojową, bronią ostateczną (Tytuł angielski można przetłumaczyć właśnie jako "Ona, broń ostateczna").

## Bohaterowie
- Chise – Lat 18. Niska, drobna, nieśmiała i bardzo niezdarna dziewczyna o twarzy dziecka. W szkole otrzymuje przeciętne oceny, z wyjątkiem historii. Łatwo ją zranić, choć z racji tragicznego charakteru postaci można i milczeć, a mimo to Chise zaleje się łzami.

Jest zakochana w Shuuji'm, lecz nie potrafi mu powiedzieć o swoich obawach. "Wykład" robi swojemu chłopakowi w krytycznym momencie dla związku, kiedy Shuuji prawdopodobnie zdradził ją ze swoją dawną miłością – Fuyumi-senpai.
Im dalej w serial, tym większą kontrolę nad Chise przejmuje jej alter-ego maszyny, którą w praktyce pod koniec serialu się stała (doskonały humanoandroid?).
Tragizm Chise polega na nieświadomym wyborze, na początku brzmiącym bardzo dumnie – obrona ojczyzny (choć Chise nie ma raczej woli walki żołnierza, tylko silną podatność na wpływy). Wybór ten ma fatalne skutki dla każdego, ale głównie dla niej i dla Shuuji'ego.
- Shuuji – Lat 18. Wysoki, wysportowany chłopak z okularami. Używa dużo łagodnych przekleństw jak "cholera", tudzież "idiotka". Robi często zupełnie inaczej niż myśli. Wyłączając sprawy uczuciowe, ma to związek z cyniczną i antypatyczną postawą. Sam siebie oskarża o "odgrywanie roli chłopaka" i z tym związany jest motyw jego postaci. Chise nie potrzebuje fizycznego obrońcy (sama potrafi się obronić) czy nawet mentalnej (przyparta do muru umie prosić i grozić). Sam Shuuji w roli opiekuna emocjonalnego nie sprawdza się początkowo najlepiej. Do dziewczyny często podchodzi z raniącym dystansem, do jej ciała z kolei ze wstydem. Dopiero śmierć Akemi, którą przeżył w najbliższym możliwym kontakcie, pozwala mu się przełamać.

- Postacie drugoplanowe:

Akemi – Przyjaciółka Chise, niewiele wyższa od niej, lecz za to wysportowana, pewna siebie i ekspansywna. Zakochana w Shuuji'm, z którym przyjacielskie kontakty utrzymywała od przedszkola po bitterend, lecz dopiero przy śmierci zdecydowała się mu wyjawić uczucia. Wcześniej, nie widząc szans na odwzajemnienie, postanowiła "wyjść" z zakochanym w niej Atsushi'm (kolega z "paczki" Shuuji'ego).
Atsushi – Kolega Shuuji'ego, żarłoczny, korpulentny (ale w żaden sposób gruby) chłopak. Po długich rozważaniach nad tym, czy rzucić szkołę, decyduje się to zrobić po tym, jak Akemi (w której był zakochany) decyduje się go "przyjąć". Atsushi okazuje się jednak być żołnierzem gorszym bardziej nawet niż kochankiem, podczas pierwszej walki panikuje i chowa się za fasadę budynku, by ostatecznie zginąć w trakcie odwrotu.
Porucznik Tetsu – Istotna dla serialu postać drugoplanowa. Do niego kieruje swoje uczucia Chise po nieudanej pierwszej próbie z Shuuji'm. Por. Tetsu jest dla niej emocjonalnym oparciem, opiekunem, kimś, kto "myślał o niej jak o normalnej dziewczynie", oboje zbliżają się do siebie nawet bliżej niż Chise i Shuuji. Widząc niezdecydowanie i rozdarcie Chise podczas sceny miłosnej, por. Tetsu "odsyła" ją do domu, dając lekcję na temat miłości ("Chłopak i dziewczyna stanowią jedność [...] nie ma czegoś takiego jak ranienie się").
Chise przypomina jej jego żonę, on przypominał Chise jej chłopaka (oboje są wysocy, wysportowani, tak samo mówią słowo "idiot(k)a", lecz ich nastawienie – militarne-pacyfistyczne jest zupełnie inne). Sam tak naprawdę żywi podziw dla silnych kobiet, lecz realizuje się jako opiekun "słabej i bezbronnej".
Mrs Fuyumi (jap. Fuyumi-Senpai) – Pierwsza miłość Shuuji'ego, tak samo, jak Chise nieszczególnego wzrostu i niezbyt stabilna emocjonalnie. Często reaguje histerycznie, na samotność reaguje paniką. Jako "zastępstwo" swojego męża, por. Tetsu, używa Shuuji'ego i ostatecznie odrzucona, daje mu także lekcje nauki o miłości ("Bycie dzieckiem jest zabawne, gdy trwa"). Shuuji, który będąc w związku z Chise, odrzucił Fuyumi będąc samotnym, ostatecznie dojrzewa do miłości.
Specyfikacja tego, czym stała się Chise, jest niemożliwa do wykonania. Co prawda Chise przejawia oznaki bycia androidem (działo zamiast ręki, metalowe skrzydła), ale potrafi szybko wrócić do całkowicie ludzkiej postaci (choć nie do końca – Shuuji nie potrafi np. usłyszeć odgłosu bijącego serca u Chise).

## Protest przeciw przemocy
Chise jest niezdarna, nieśmiała, nie należy także do "bystrzaków", ani do wyjątkowo sprytnych osób. W chwili rozpoczęcia serialu ma siedemnaście lat, aczkolwiek każdy, kto patrzy na jej dziecięcą sylwetkę (ok. 155 cm wzrostu) mocno w to powątpiewa. Ma nawyk mówienia "przepraszam" (nawet po zniszczeniu dużego miasta) i łatwo wpada w nastrój depresji bądź w panikę. Jednocześnie staje się bronią, zdolną do zniszczenia wszystkich i wszystkiego. Delikatność i kruchość ustępuje tutaj nieograniczonej w zasadzie sile niszczenia. Podczas aktywacji Chise przechodzi szereg transformacji, które stają się szczególne bolesne, gdy pozostaje bez nadzoru medycznego i technicznego. Do tego kontrastu można doliczyć także bolesne sceny umierania wielu drugoplanowych postaci, jak Akemi, Yukari, szer. Nakamura bądź por. Tetsu.

## Krytyka i pochwała uczuć miłosnych u nastolatków
Głównym zarzutem dla nastolatków jest niestałość i brak kontroli własnej seksualności. Shuuji ucieka do pierwszej miłości (którą nazwał później "złudzeniem wywołanym zalewem hormonów"), śpiąc, a potem sypiając z nią. Porucznik Tetsu z kolei komplementuje swoją dowódczynię (zdrada mentalna) i "randkując" z Chise (choć nie skończyło się to aktem seksualnym, można tu mówić jednakże o zdradzie fizycznej). Jako żołnierz, będący z dala od domu, wydaje się bardziej usprawiedliwiony w serialu niż Shuuji (Sama postać porucznika jest kilkakrotnie bardziej pozytywnie odbierana niż główny bohater). Atsushi, jego kolega, zakochany bez wzajemności Akemi, wykorzystuje w końcu jej nieodwzajemnione uczucia do Shuuji'ego.
Dla nastolatek z kolei zarzutem jest nieumiejętność mówienia wprost o swoich uczuciach. Akemi swoje uczucia wyznaje Shuuji'emu, będąc na skrzydłach Tanatosa, Chise o swoim pociągu seksualnym i życiowej roli kobiety mówi za pomocą swojego mechanicznego alter-ego. Yukari, jedna z drugoplanowych postaci, przebaczenie i zemstę okupuje śmiercią. Yukari szybko po śmierci swojego chłopaka znajduje innego. Jednakże jej słowa "nie ma sensu długo rozpaczać" nie są szczere.

## Koncept "niedefiniowania"
Autorzy wyszli z założenia, że nie jest istotne określać broń ostateczną, jak wybór między śmiercią przez wybuch superpotężnej bomby próżniowej lub bomby atomowej. Także przyczyny wojny i strony walczące nie są tu bliżej określone – Wiadomo tylko, że w trakcie serialu Chise uśmierciła anglojęzycznych i niemieckojęzycznych żołnierzy.
Tendencje do "niedefiniowania" są także widoczne w innych aspektach. W trakcie regularnej serii tylko jedna z postaci objawiła swoje nazwisko i jest to trzecioplanowa rola żołnierza oddziału łączności, od którego Chise przywłaszcza motor. W OAV, gdzie pokazano życie Chise od strony koszar i centrum medyczno-laboratoryjnych (a nie jak w serialu – szkoły i miłości), nazwiska mają z kolei drażniący, formalistyczny wydźwięk. Można to określać jako "konieczność fabuły".
Z nazw geograficznych ostało się parę dużych, japońskich miast (zniszczonych całkowicie przez Chise) i jedna zatoka (w dwóch odcinkach OAV).